# Carl Laemmle
Carl Laemmle (Laupheim, 17 gennaio 1867 – Los Angeles, 24 settembre 1939) è stato un produttore cinematografico tedesco naturalizzato statunitense.
Fu uno dei pionieri del cinema muto, fondatore dell'Independent Moving Pictures, una compagnia di produzione che in seguito confluirà nell'Universal, una delle più importanti majors hollywoodiane.
Era familiarmente soprannominato "Uncle" ("zio") Carl.

## Biografia

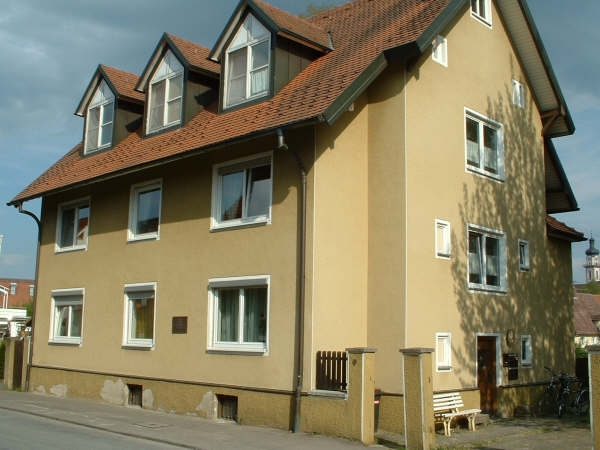
La casa di Laupheim dove nacque Laemmle

Nato il 17 gennaio 1867 nel quartiere ebraico di Laupheim, nel Württemberg, nel 1884, emigrò negli Stati Uniti, andando a vivere a Chicago dove lavorò per vent'anni nel settore delle confezioni. 

### Gestore, distributore e produttore
Chicago, all'epoca, stava per diventare un importante polo produttivo per la nuova industria cinematografica. Nel 1906, Laemmle decise di tentare la strada del cinema che, dal punto di vista commerciale, gli sembrava essere un ottimo investimento. Aperto il suo primo nickelodeon, si trovò ben presto - mettendo a frutto la propria abilità manageriale - con un circuito di sale di tutto rispetto. Per farle funzionare, però, aveva sempre bisogno di nuovi film per soddisfare la continua richiesta del pubblico. Una soluzione era quella di entrare nel settore distributivo. Ma qui, Laemmle entrò in conflitto con gli interessi della monopolista MPPC (Motion Picture Patent Company) che, per boicottarlo, gli rifiutò i propri film. Laemmle, allora, fondò nel 1909 l'IMP (Independent Moving Pictures), una casa di produzione che gli avrebbe fornito le pellicole per le sue sale. Con i film prodotti dalla sua IMP e associandosi assieme ad altri imprenditori indipendenti, Laemmle creò anche una società di distribuzione, la Motion Picture Distributing and Sales Company, dimostrando in tal modo come si potesse aggirare il monopolio della MPPC. Per superare i problemi che comunque si registrarono nella gestione della nuova impresa, si decise di ricorrere alla fusione dell'IMP con altre piccole compagnie.

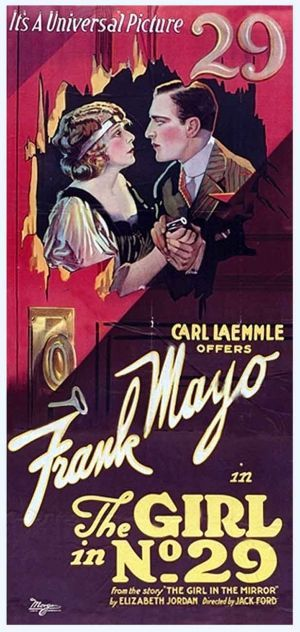
The Girl in Number 29 di John Ford, prodotto da Laemmle per l'Universal

### Universal
L'8 giugno 1912, a New York, Carl Laemmle dell'IMP, Pat Powers della Powers Picture Company, Mark Dintenfass della Champion Films e Bill Swanson dell'American Éclair, firmarono il contratto che unì le loro compagnie: la fusione porterà nel 1914 alla nascita dell'Universal Motion Picture Manufacturing Company che avrà la sua sede nella San Fernando Valley. La IMP continuò a produrre film fino al 1917.

## Riconoscimenti
Per il suo contributo all'industria cinematografica, a Carl Laemmle è stata assegnata una stella sulla Hollywood Walk of Fame al 6301 di Hollywood Blvd.